# Licania arborea
Licania arborea är en tvåhjärtbladig växtart som beskrevs av Berthold Carl Seemann. Licania arborea ingår i släktet Licania och familjen Chrysobalanaceae. Inga underarter finns listade i Catalogue of Life.